# Tony Romo
Antonio "Tony" Ramiro Romo (født 21. april 1980 i San Diego, Californien, USA) er en amerikansk footballspiller, der spiller i NFL som quarterback for Dallas Cowboys. Han kom ind i ligaen i 2003 og har spillet for Cowboys lige siden. Efter både 2006-, 2007- og 2009-sæsonerne blev han udvalgt til ligaens All-Star kamp, den såkaldte Pro Bowl.

## Klubber
- 2003-: Dallas Cowboys